# James Jacks
James „Jim“ R. Jacks (* 29. Dezember 1947; † 20. Januar 2014 in Los Angeles, Kalifornien) war ein US-amerikanischer Filmproduzent.

## Leben
Jacks studierte zunächst an der Carnegie Mellon University, wo er einen Bachelor of Science in Industrial Engineering erwarb, und erreichte später an der Cornell University den Master of Business Administration.
Nach seinem Studium arbeitete er zunächst als Finanzanalyst an der Wall Street, bevor er sich an einer Karriere als Drehbuchautor versuchte. Nachdem dies gescheitert war, war er ab Anfang der 1980er Jahre als Produktionsleiter bei Circle Films in Washington, D.C. tätig, wo er unter anderem den Verleih von Ethan und Joel Coens Blood Simple (1984) koordinierte und als Executive Producer für den Coen-Film Arizona Junior (1987) fungierte. Im Anschluss ging er nach Hollywood, wo er als Vice-president of Acquisition und später als Vice-president of Production bei Universal Studios wirkte. Bei Universal überwachte er unter anderem die Produktion von Spike Lees Do the Right Thing (1989). Danach arbeitete er gemeinsam mit Sean Daniel an Feld der Träume (1990). 1992 verließ er Universal und gründete mit Daniel die unabhängige Produktionsfirma Alphaville Films. Ihre ersten Hits hatte das Duo mit der Produktion des John-Woo-Actionfilms Harte Ziele und des Coming-of-Age-Films Confusion – Sommer der Ausgeflippten (beide 1993). Das Dorf der Verdammten und Mallrats (beide 1995), fielen hingegen bei Kritik und Publikum durch.
Bekannt wurden Jacks und Daniel dann vor allem als Produzenten der erfolgreichen Filmreihe um Die Mumie, die ab 1999 entstand. 2004 verließ Jacks Alphaville Films und widmete sich eigenen Projekten.
Jacks starb am 20. Januar 2014 nach einem Herzinfarkt im Alter von 66 Jahren in seiner Wohnung in Los Angeles.

## Filmografie
Produzent
- 1993: Harte Ziele (Hard Target)
- 1993: Confusion – Sommer der Ausgeflippten (Dazed and Confused)
- 1993: Tombstone
- 1995: Mallrats
- 1996: Michael
- 1997: Der Schakal (The Jackal)
- 1998: Ein einfacher Plan (A Simple Plan)
- 1999: Die Mumie (The Mummy)
- 2000: The Gift – Die dunkle Gabe (The Gift)
- 2001: Einmal Himmel und zurück (Down to Earth)
- 2001: Die Mumie kehrt zurück (The Mummy Returns)
- 2002: The Scorpion King
- 2002: Dark Blue
- 2003: Die Stunde des Jägers (The Hunted)
- 2008: Die Mumie: Das Grabmal des Drachenkaisers (The Mummy: Tomb of the Dragon Emperor)
- 2008: Scorpion King – Aufstieg eines Kriegers (The Scorpion King: Rise of a Warrior)

Ausführender Produzent
- 1987: Arizona Junior (Raising Arizona)
- 1993: 4 himmlische Freunde (Heart and Souls)
- 1995: Das Dorf der Verdammten (John Carpenter’s Village of the Damned)
- 1996: Don’t Look Back – Die Killer im Nacken (Don’t Look Back, Fernsehfilm)
- 2001: Attila – Der Hunne (Attila, Miniserie)
- 2001: Rat Race – Der nackte Wahnsinn (Rat Race)
- 2003: Ein (un)möglicher Härtefall (Intolerable Cruelty)
- 2012: The Scorpion King 3 – Kampf um den Thron (The Scorpion King 3: Battle for Redemption)